# Boeckella shieli
Boeckella shieli és una espècie de crustaci copèpode de la família dels centropàgids. És endèmic del sud-oest d'Austràlia Occidental. Habita les masses d'aigua dolça de poca profunditat. Apareix com a espècie vulnerable en la Llista Vermella de la UICN. Coexisteix amb Calamoecia ampulla com a mínim en una de les localitats on viu. Fou anomenat en honor del zoòleg dels invertebrats australià Russell J. Shiel.